# پارک آه این
پارک آه این (کره‌ای: 박아인؛ زادهٔ ۱۷ فوریه ۱۹۸۵) بازیگر اهل کره جنوبی است. او در مجموعه‌های تلویزیونی نسل خورشید، پسر روان‌سنج، دوست‌پسر مطلق من و مون‌شاین ایفای نقش کرده‌است.